# Parsabad
Parsabad (en persan : پارس‌آباد مغان)  est une ville d'Iran située dans la province d'Ardabil au nord de l'Iran.